# ۱۰۷۵ (خورشیدی)
۱۰۷۵ هزار و هفتاد و پنجمین سال هجری خورشیدی است.